# My Man and the Devil on His Shoulder
„My Man and the Devil on His Shoulder” este un cântec R&B al interepretei belgiene Hadise. Piesa a fost lansată ca cel de-al optulea disc single al artistei, fiind inclus pe cel de-al doilea album de studio, material denumit după cântăreață. „My Man and the Devil on His Shoulder” a obținut locul 9 în clasamentul Ultratip 30 Chart, echivalentul locului 59 din regiunea belgiană Flandra.

## Clasamente
| Clasament             | Poziția maximă | Referință |
| --------------------- | -------------- | --------- |
| Flandra Singles Chart | 59             | [ 2 ]     |

## Lista cântecelor
Disc single distribuit în Belgia
1. „My Man and the Devil on His Shoulder”
2. „A Song For My Mother”